# The Responsibility of Intellectuals
The Responsibility of Intellectuals é um ensaio do acadêmico Americano Noam Chomsky que foi publicado como um suplemento especial pelo The New York Review of Books em 23 de Fevereiro de 1967.
O artigo foi escrito durante a Guerra do Vietnã, conforme notícias de abusos de direitos humanos começaram a retornar aos Estados Unidos, e conforme a guerra passava a ser vista cada vez mais como um Paul (ecossistema). O artigo é um ataque à cultura intelectual nos E.U.A., a qual Chomsky argumenta ser largamente subserviente ao poder. Ele é particularmente crítico de cientistas sociais e tecnocratas, os quais ele acredita terem provido uma justificativa pseudocientífica para os crimes do estado com relação à Guerra do Vietnã. Ele nota que aqueles que se opuseram à guerra baseados no mérito moral ao invés de méritos técnicos são "frequentemente psicólogos, matemáticos, químicos ou filósofos...em vez de pessoas com contatos em Washington, os quais, claro, percebem que 'tivessem eles uma nova, boa ideia sobre o Vietnã, eles seriam ouvidos pronta e respeitavelmente' em Washington."
O tópico foi inspirado por artigos de Dwight Macdonald publicados depois da Segunda Guerra Mundial que "questionam: até que ponto o povo Alemão ou Japonês foi responsável pelas atrocidades cometidas pelos seus governos? E, tão propriamente...torna a questão de volta a nós: até que ponto o povo Britânico ou Americano é responsável pelos perversos bombardeios de civis, aperfeiçoados como uma técnica de guerra pelas democracias Ocidentais e alcançando seu ápice em Hiroshima e Nagasaki, certamente entre os crimes mais indescritíveis da história."
O artigo trouxe Chomsky à atenção pública como um dos líderes intelectuais Americanos no movimento contra a Guerra do Vietnã.